# Дрімлюга савановий
Дрімлюга савановий (Caprimulgus affinis) — вид дрімлюгоподібних птахів родини дрімлюгових (Caprimulgidae). Мешкає в Південній і Південно-Східній Азії.

## Опис

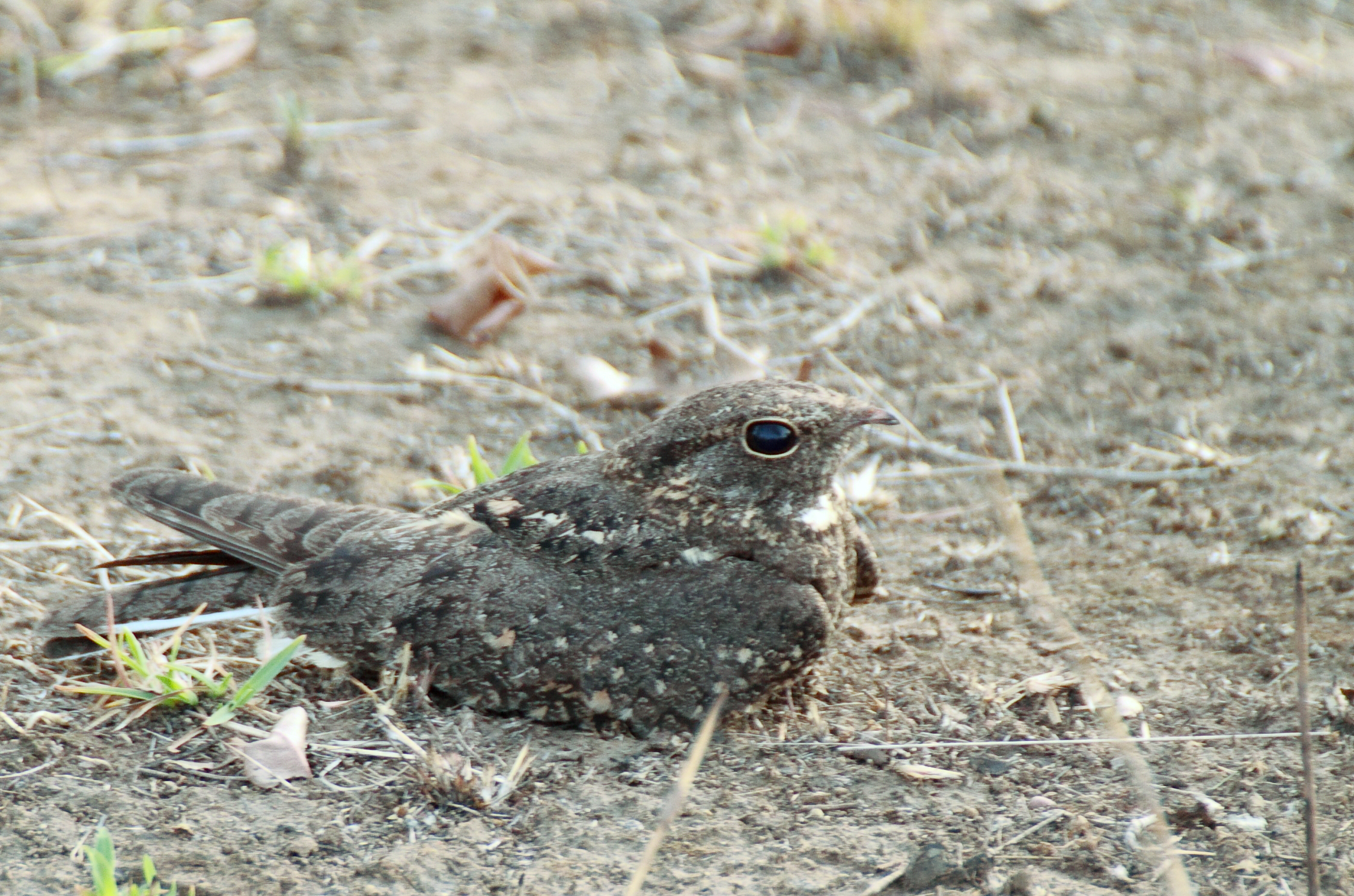
Савановий дрімлюга

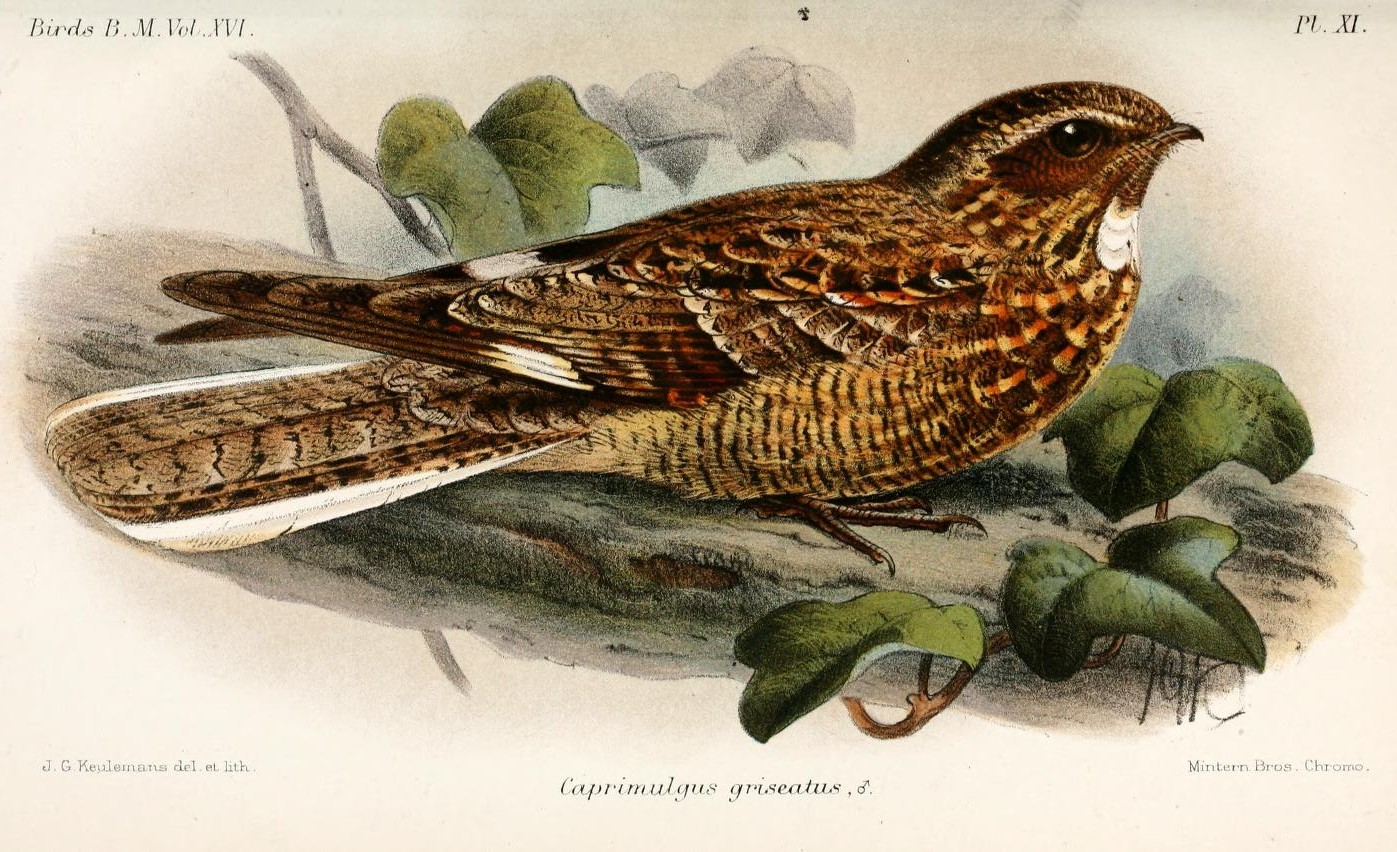
Савановий дрімлюга

Довжина птаха становить 20-26 см, самці важать 54-86 г, самиці 75-110 г. Голова відносно велика, крила і хвіст короткі. Забарвлення верхної частини тіла віпстяве, загалом варіюється від бурого до сірого, поцятковане білуватими або коричневими плямками. На горлі з боків білі плями.  У самців на 4 стернових пера білі плями, у самиць вони охристі. Крайній стерновові пера на кінці білі. Голос — гучний крик "чвіп, чвііп"", що кілька разів повторюється. Самці кричать в польоті.

## Підвиди
Виділяють вісім підвидів:
- C. a. monticolus Franklin, 1831 — від північно-східного Пакистану через північну Індію і М'янму до Таїланду, Камбоджі і південного В'єтнаму;
- C. a. amoyensis Baker, ECS, 1931 — південний і південно-східний Китай, північний В'єтнам;
- C. a. stictomus Swinhoe, 1863 — Тайвань;
- C. a. affinis Horsfield, 1821 — південь Малайського півострова, Суматра і сусідні острови, південний схід Калімантану, Ява, Балі і Ломбок, західні і центральні Малі Зондські острови;
- C. a. propinquus Riley, 1918 — Сулавесі;
- C. a. timorensis Mayr, 1944 — східні Малі Зондські острови;
- C. a. griseatus Walden, 1875 — північ і центр Філіппінського архіпелагу;
- C. a. mindanensis Mearns, 1905 — острів Мінданао.

## Поширення і екологія
Саванові дрімлюги мешкають в Пакистані, Індії, Непалі, Бутані, Бангладеш, М'янмі, Китаї, Лаосі, В'єтнамі, Камбоджі, Малайзії, Індонезії, на Філіппінах, Тайвані і Східному Тиморі. Популяції західних Гімалаїв взимку мігрують на південь, до центральної і південної Індії. Саванові дрімлюги живуть в різноманітних природних середовищах — в саванах, рідколлісях, чагарникових заростях, на луках і в садах. Зустрічаються на висоті до 2000 м над рівнем моря. Саванові дрімлюги живляться комахами, яких ловлять в польоті. Сезон розмноження в Пакистані триває з червня по липень, в Індії і Гімалаях з квітня по серпень, на Філіппінах з березня по травень, на Яві з березня по грудень. Відкладають яйця просто на голу землю. В кладці 2 яйця.